# Евгений Помазан
Евгений Валеревич Помазан е руски футболист, вратар на Анжи. Играл е за Кубан, ЦСКА Москва, Урал и Спартак Налчик.

## Кариера
Помазан започва кариерата си в Кубан. През 2006 става световен шампион за юноши с отбора на Русия. На 27 юни 2007 изиграва единственият си мач за Кубан. Той е за купата на Русия. На 24 юли 2007 Помазан е купен от ПФК ЦСКА Москва. Той е резерва на Игор Акинфеев и Вениамин Мадрикин. На 28 октомври 2007 Помазан дебютира за „армейците“ в мач срещу Криля Советов. През 2008 Евгений изиграва 2 мача в купата на Русия - срещу Торпедо Владимир и Балтика. В този сезон той играе предимно за младежкия отбор на армейците. В началото на 2010 младият вратар е даден под наем на ФК Урал, където изиграва 18 мача и допуска 16 гола. В началото на 2011 преминава под наем в Спартак Налчик, а от 31 август е футболист на Анжи. През ноември 2011 дебютира за дублиращия национален тим на Русия. През 2013 се завръща в Урал, под наем до края на сезона.